# NGC 7220
NGC 7220 é uma galáxia lenticular (SB0) localizada na direcção da constelação de Aquarius. Possui uma declinação de -22° 57' 11" e uma ascensão recta de 22 horas, 11 minutos e 30,9 segundos.
A galáxia NGC 7220 foi descoberta em 1886 por Frank Müller.